# Sídhe

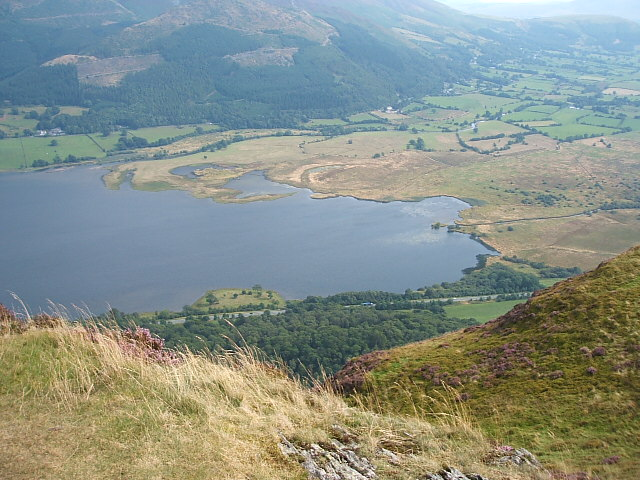
A região do lago Bassenthwaite em Cúmbria: um sítio reputado como sendo habitado pelos sídhe.

Sídhe, sìth ou sidh (pronunciado "Xí") é uma palavra irlandesa e escocesa que se referia inicialmente a colinotas ou montes de terra, os quais se imaginava como o lar de um povo sobrenatural vinculado às fadas e elfos de outras tradições, e posteriormente, a estes próprios habitantes. Dos Sídhe acreditava-se serem os ancestrais, os espíritos da natureza ou as próprias divindades.
Posteriormente, muitos passaram a encarar os Sídhe como uma versão literária dos Tuatha Dé Danann (os deuses e heróis divinizados da mitologia irlandesa). Na crença e prática popular, os Sídhe são freqüentemente reverenciados com oferendas e toma-se cuidado para que eles não fiquem irados. Deles usualmente se fala através de eufemismos como "Os Bons Vizinhos", "O Povo das Fadas", "Os Nobres" ou simplesmente, "O Povo", na esperança de que se os humanos os considerarem gentis, provavelmente eles assim o serão. Nesta acepção, os nomes mais comuns para eles são Aes Sídhe, Daoine Sídhe e Duine Sìth, os quais significam, literalmente, "Povo de Paz". 
Banshee ou bean sídhe, significa simplesmente "mulher dos Sídhe". Todavia, a expressão passou a indicar especificamente as mulheres sobrenaturais da Irlanda que anunciam uma morte iminente com seus gritos e lamentos. Sua contraparte na mitologia escocesa é a Bean Nighe – a lavadeira que é vista lavando as vestes ou a armadura ensanguentada da pessoa fadada a morrer. Outros nomes comuns são "Leanan sídhe" - a "fada amante"; o Cait Sidhe – um gato encantado e o Cu Sith – cão encantado. Os "sluagh sídhe – "a hoste das fadas" – são algumas vezes representados no folclore irlandês e escocês como espíritos que se movem pelo ar como bandos de pássaros. São de natureza desagradável e talvez representem os mortos amaldiçoados, maléficos ou sem descanso.
Sídhe são por vezes vistos como ferozes guardiões de suas moradas – sejam elas uma colina encantada, um círculo das fadas, uma árvore especial (freqüentemente um pilriteiro), ou talvez um loch em particular ou uma floresta. O Outro Mundo celta é visto como estando próximo do momento do crepúsculo e da aurora, por isso é visto como um momento especial para os Sídhe, bem como para festivais como o Samhain e do Midsummer. Os Sídhe são geralmente descritos como estonteantemente belos, embora possam também ser terríveis e asquerosos.
Algumas fontes descrevem os Sídhe como remanescentes dos Tuatha Dé Danann ("povo da deusa Danu"), que abandonaram a Irlanda para viver no Outro Mundo depois de terem sido derrotados pelos Milesianos. De acordo com o Lebor Gabála Érenn (O Livro das Invasões), os Tuatha Dé Danann (também "Daoine Sídhe"), foram derrotados em batalha pelos Filhos de Míl Espáine, meros mortais. Como parte dos termos de rendição, os Tuatha Dé Danann concordaram em residir no subsolo, em síde (singular síd), as colinotas ou montes que pontilham a paisagem irlandesa. A cada líder de uma das tribos dos Tuatha De Danaan, foi dado um monte. Posteriormente, devido a corrupção do significado, tanto os montes quanto as entidades sobrenaturais se tornaram conhecidas pela mesma palavra: síd; com a mudança da língua através dos tempos, tornou-se sídhe, sìth e sí.